# Lee Westwood
Lee John Westwood (Worksop, 24 aprile 1973) è un golfista inglese.

## Carriera sportiva
È uno dei pochi giocatori ad essere riuscito a vincere almeno un torneo in tutti i continenti. Nel 1998, 2000, 2009 e 2020 è stato nominato giocatore dell'anno dello European Tour.
Ha fatto parte della squadra europea di Ryder Cup nelle ultime 9 edizioni vincendone 7 (1997, 2002, 2004, 2006, 2010, 2012, 2014).
A fine del 2010 Westwood è diventato n° 1 al mondo mettendo fine al dominio di Tiger Woods che durava da 281 settimane consecutive, occupando quella posizione per 22 settimane e diventando il primo britannico a conquistare questo titolo dopo Nick Faldo nel 1994.
Durante l'arco della sua carriera Westwood ha vinto un totale di 39 tornei professionistici: 22 sullo European Tour, 2 sul PGA Tour, 4 sul Japan Golf Tour, 6 sull'Asian Tour, e 3 sul Sunshine Tour, ma mai un Major.